# Mezzogiorno e mezzo di fuoco
Mezzogiorno e mezzo di fuoco (Blazing Saddles) è un film del 1974 diretto da Mel Brooks.
La pellicola, prodotta dalla Warner Bros., con Cleavon Little e Gene Wilder, è una parodia del filone western, nonché una satira sul razzismo. Il titolo italiano, che non ha nulla a che vedere con l'originale Blazing Saddles ("selle fiammeggianti"), si ispira palesemente al celebre film western Mezzogiorno di fuoco di Fred Zinnemann.

## Trama
La vicenda è ambientata in una località del sud degli Stati Uniti nell'anno 1874, anche se vi sono molti anacronismi voluti riferibili agli anni settanta. Durante la costruzione di una nuova linea ferroviaria, i cantieri incontrano una zona di sabbie mobili, e per questo il tracciato dovrà essere variato e passare vicino alla città di Rock Ridge.
Il procuratore di stato Hedley Lamarr (il cui nome viene immancabilmente storpiato in quello dell'attrice Hedy Lamarr) vorrebbe speculare comprando il terreno circostante la zona dove passerà la ferrovia, ma deve prima cacciare gli abitanti. Per ottenere rapidamente il risultato, decide quindi di farli spaventare da una banda di criminali. I cittadini decidono però di difendersi e richiedono la nomina di un nuovo sceriffo. Il procuratore generale convince il governatore Le Petomane a nominare sceriffo Bart, un afroamericano, allo scopo di suscitare l'indignazione razzista degli abitanti della città e indurli così ad abbandonare il paese.
Giunto sul posto, con la sua intelligenza e parlantina, il nuovo sceriffo riesce a farsi accettare dalla popolazione. Nomina come suo vice il pistolero alcolizzato Jim "Waco Kid" (Gene Wilder) («Devo aver ucciso più uomini del John Wayne e del Gary Cooper»). Bart resiste alle lusinghe mercenarie dell'attrice in stile Marlene Dietrich "Lili von Schtupp" e convince i cittadini di Rock Ridge ad organizzare la difesa contro la banda dei peggiori criminali selezionati da Lamarr. La storia si conclude con un rocambolesco inseguimento nello spazio e nel tempo, fino ad arrivare nel mezzo di un balletto di tip-tap e in un cinema dove è proiettato ricorsivamente Mezzogiorno e mezzo di fuoco.

## Produzione
La Warner Bros. attraverso la responsabile dell'ufficio sceneggiature, Judy Feiffer, sottopose all'attenzione di Mel Brooks il soggetto di un atipico western comico scritto dal critico cinematografico Andrew Bergman. Il copione piacque al regista che decise di scrivere la sceneggiatura e dirigere il film. Per far ciò, Brooks collabora alla stesura insieme a Bergman, Alan Uger, Norman Steinberg, e Richard Pryor (all'epoca ancora poco noto al grande pubblico ma già gagman di talento). Da questo folto gruppo di autori nacque un copione di 412 pagine poi ridotto in sede definitiva attraverso numerosi tagli.
Nel commento audio dell'edizione DVD del film, Brooks rivela che il titolo originale del film avrebbe dovuto essere Tex X (con un evidente riferimento al defunto leader dei Black Muslims Malcolm X), ma che fu respinto dai vertici della Warner Bros., insieme a Black Bart e Purple Sage. Alla fine, a Brooks venne in mente il titolo Blazing Saddles mentre un giorno era sotto la doccia.
Mezzogiorno e mezzo di fuoco fu il primo film di Brooks girato in formato anamorfico. A tutt'oggi, questo film e La pazza storia del mondo sono gli unici due della filmografia di Mel Brooks girati in quel formato.
Brooks ha raccontato dei ripetuti scontri e conflitti d'opinione avuti con i capi dello studios circa il cast e i contenuti della pellicola. Brooks avrebbe voluto Richard Pryor nel ruolo dello sceriffo, ma la direzione della Warner espresse parere negativo a causa della dipendenza dalla cocaina di Pryor non ritenendolo mentalmente stabile per affrontare il ruolo in modo professionale. Anche se Pryor rimase come co-sceneggiatore, Brooks dovette ripiegare su Cleavon Little per il ruolo di Bart. In maniera simile, Gene Wilder fu la seconda scelta per la parte di Waco Kid. Wilder venne scritturato in tutta fretta, quando il prescelto originale Gig Young si rivelò troppo malato per partecipare al film, collassando sul set il primo giorno di riprese.
Dopo aver visionato il film, i dirigenti della Warner Bros. espressero scontento e preoccupazione per l'utilizzo della parola "negro", per l'eccessiva volgarità della scena delle flatulenze nel bivacco, e per la scena dove l'ebete forzuto Mongo stende un cavallo con un cazzotto, chiedendo a Brooks di togliere le scene incriminate. Ma poiché una clausola del suo contratto gli dava il controllo finale sulla versione definitiva del film, Brooks rifiutò di piegarsi alle richieste della casa produttrice. L'unica scena rimossa a causa dell'eccessiva connotazione sessuale, fu quella nella quale Bart, in risposta ad un audace tentativo di seduzione al buio da parte di Lili, dice alla ragazza: «I hate to disappoint you, ma'am, but you're sucking my arm» ("non vorrei contrariarla signora, ma mi sta succhiando il braccio"). Quando nel corso di un'intervista a Brooks del 2012 apparsa sul DGA Quarterly venne chiesto al regista perché avesse usato il termine dispregiativo "negro" in un film comico, egli rispose che se oggi, nell'era del politicamente corretto, venisse girato un remake del film sarebbe impossibile mantenere il termine, ma che all'epoca delle riprese originarie aveva ricevuto l'assenso e il supporto sia da parte di Pryor che di Cleavon Little, entrambi di colore.

## Accoglienza
Anche se oggi il film è ormai considerato un classico della commedia, le reazioni critiche alla pellicola all'epoca della sua uscita nei cinema furono miste e spesso negative. Molti criticarono l'eccessiva volgarità e scurrilità del film, ponendo l'attenzione sulla celebre scena delle flatulenze dei cowboy al bivacco mentre mangiano fagioli, oppure segnalarono come il film fosse una raccolta di battute e gag messe insieme senza particolare armonia.
Il pubblico decretò però un ampio successo all'opera, sia negli Stati Uniti che in Europa (in Italia il film arrivò in ritardo e solo dopo il successo riscosso da Frankenstein Junior). Il film incassò 119,5 milioni di dollari al botteghino diventando il decimo film a sfondare la barriera dei 100 milioni di dollari.

## Riconoscimenti
- 1975 - Premio Oscar
  - Candidatura Miglior attrice non protagonista a Madeline Kahn
  - Candidatura Miglior montaggio a John C. Howard e Danford B. Greene
  - Candidatura Miglior canzone (Blazing Saddles) a John Morris e Mel Brooks
- 1975 - Premio BAFTA
  - Candidatura Miglior attore debuttante a Cleavon Little
  - Candidatura Migliore sceneggiatura a Mel Brooks, Norman Steinberg, Andrew Bergman, Richard Pryor e Alan Uger

Nel 2000 l'American Film Institute lo ha inserito al sesto posto nella classifica delle migliori cento commedie americane di tutti i tempi.
Nel 2006 è stato scelto per essere conservato nel National Film Registry della Biblioteca del Congresso degli Stati Uniti.